# Lashe (Tighvi)
Lashe (en georgiano: ლაშე) o Midaggag Ursdur (en osetio: Мидаггаг Урсдур) es una aldea que pertenece a la parcialmente reconocida República de Osetia del Sur, parte del distrito de Znaur, aunque de iure pertenece al municipio de Tighvi de la región de Iberia Interior de Georgia.

## Geografía
Lashe se encuentra a orillas del río Ghaguri, a 9 km de Kornisi.

## Historia
De 1922 a 1990, formó parte del distrito de Znaur del óblast autónomo de Osetia del Sur. De 1990 a 2006, formó parte del raión de Kareli y, desde 2006, forma parte del municipio de Tighva.  
Tras la guerra ruso-georgiana, ha estado ocupado por Rusia y controlado de facto por la República de Osetia del Sur. Según la división administrativa de Osetia del Sur, forma parte del distrito de Znaur.   

## Demografía
La evolución demográfica de Lashe entre 1959 y 2015 fue la siguiente:
| 72                                                       | 33 |
| (Fuente: Population of South Ossetia since Soviet times) |    |

Según el censo soviético de 1959, la mayoría de la población local eran osetios.